# NGC 3134
NGC 3134 este o galaxie spirală situată în constelația Leul. A fost descoperită în 6 februarie 1878 de către .